# Santonio Holmes
Pour les articles homonymes, voir Holmes.
(en) Statistiques sur pro-football-reference
Santonio Holmes, Jr., né le 3 mars 1984 à Belle Glade (Floride), est un joueur américain de football américain évoluant au poste de wide receiver.

## Biographie

### Carrière universitaire
Étudiant à l'université d'État de l'Ohio, il joue pour les Buckeyes d'Ohio State de 2003 à 2006.

### Carrière professionnelle
Holmes est sélectionné au 25e rang par les Steelers de Pittsburgh lors de la draft 2006 de la NFL. En 2009, il remporte le Super Bowl XLIII, et est élu MVP du match. 
Le 11 avril 2010, Holmes est échangé aux Jets de New York contre un choix de 5e tour de la draft 2010 de la NFL.
Le 16 août 2014, il signe un contrat d'une saison avec les Bears de Chicago. Après 9 parties, il est libéré par les Bears.